# 朴胤熙
朴胤熙（韓語：박윤희，1967年12月27日—），或譯朴倫熙，韓國男演員。

## 影視作品

### 電視劇
| 年份 | 播放平台     | 劇名                    | 角色           | 備註 |
| 2004 | EBS          | 《明洞伯爵》            |                |      |
| 2005 | EBS          | 《七葉樹現在也》        |                |      |
| 2009 | MBC          | 《善德女王》            |                |      |
| 2018 | SBS          | 《Miss Ma：復仇的女神》 | 崔萬植         |      |
| 2020 | JTBC         | 《沉默警报》            | 李龍民         |      |
| 2021 | Coupang Play | 《某一天》              | 金正宰         |      |
| 2021 | Netflix      | 《D.P：逃兵追緝令》     | 徐昌大         |      |
| 2022 | tvN          | 《二十五，二十一》      | 白誠學         |      |
| 2022 | tvN          | 《軍檢察官多伯曼》      | 洪武燮         |      |
| 2022 | TV朝鮮       | 《魔女寶刀未老》        | 金智一         |      |
| 2022 | ENA          | 《非常律師禹英禑》      | 審判長         |      |
| 2022 | ENA          | 《該死的戀愛》          | 朴泰宇         |      |
| 2022 | Netflix      | 《命定之人》            | 建築事務所所長 |      |
| 2022 | JTBC         | 《愛情的理解》          | 安仁載         |      |
| 2022 | Netflix      | 《黑暗榮耀》            | 金鐘文         |      |
| 2023 | Coupang Play | 《誘餌》                | 金成大         |      |
| 2023 | tvN          | 《有利的詐欺》          | 李義圭         |      |
| 2023 | JTBC         | 《大力女子姜南順》      | 柳施吾的父親   |      |
| 2023 | Netflix      | 《我的女神室友斗娜》    | 金珍珠的父親   |      |
| 2024 | tvN          | 《不可能的婚禮》        | 尹采媛的父親   |      |
| 2024 | tvN          | 《淚之女王》            | 洪凡錫         |      |
| 2024 | tvN          | 《背著善宰跑》          | 金元澈         |      |
| 2024 | KBS2         | 《隨意愛我吧》          | 李範教         |      |
| 2025 | tvN          | 《未知的首爾》          | 執行長         |      |

### 電影
| 年份 | 劇名                        | 角色           | 備註     |
| 1999 | 《無人應答》                | 教師男         | 短篇電影 |
| 2002 | 《偵緝行動24.24》           | 東海日報記者   |          |
| 2003 | 《地鐵終結站》              | 維修師         |          |
| 2004 | 《我的野蠻女友2：蠻風再現》 | 廢棄工廠綁匪   |          |
| 2004 | 《我腦海中的橡皮擦》        | 餐廳經理       |          |
| 2007 | 《Kirogi》                  |                | 短篇電影 |
| 2008 | 《神機箭》                  | 大臣           |          |
| 2009 | 《樂園: LAST PARADISE》     | 勝才           |          |
| 2011 | 《南方平原》                | 金刑警         | 短篇電影 |
| 2011 | 《那裡沒有人民》            | 正南           | 短篇電影 |
| 2013 | 《觀相大師：滅王風暴》      | 上疏官員       |          |
| 2013 | 《回家的路》                | 申PD           |          |
| 2018 | 《上流社會》                | 副部長檢察官   |          |
| 2019 | 《飆風特警隊》              | 次長           |          |
| 2019 | 《極限逃生》                | 消防署署長     |          |
| 2019 | 《我們與愛的距離》          | 班主任         |          |
| 2021 | 《光與鐵》                  | 精神科醫生     |          |
| 2022 | 《緊急迫降》                | 東京管制所組長 |          |
| 2022 | 《獵首密令》                | 穆成社社員     |          |
| 2023 | 《陰影下的她》              | 中心長         |          |
| 2024 | 《絕地逃生》                | 總政治局局長   |          |

## 舞台劇

### 話劇
- 1990-1991年《戀馬狂》
- 1992年《國家》
- 1992年《上帝的女兒》
- 1994年《樹被風吹斷了該怪誰呢》
- 1994年-1995年《11月的華爾滋》
- 1996年《矮人發射的小球》
- 1997年《朝鮮帝王神位》
- 1997年《讓陽光照進凶宅》
- 1999年《火燒五峰山》
- 2001年《殺死布萊希特》
- 2004年《東天紅》
- 2005年《風人》
- 2006年《勝負的終結》
- 2006年《底層》
- 2006年-2007年《尋找名字》
- 2007年、2010年《審判》
- 2007年《連合適的對策都沒有》
- 2007年《隨著歲月的流逝》
- 2008年《脂肪球》
- 2008年-2010年、2014年《抑鬱的女人》
- 2008年-2009年《高更的禮物》
- 2009年《羅生門》
- 2009年《13月的路口》
- 2010年、2013年《與娘家媽媽共度的3天2夜》
- 2011年《伊底帕斯》
- 2011年-2012年《在藍色的日子》
- 2012年《Our Town》
- 2013年《太和江》
- 2013年《青蛙》
- 2013年《凡尼亞舅舅》
- 2014年《你知道銀河系嗎》
- 2014年《Becky Shaw》
- 2014年《請照顧我媽媽》
- 2014年《半神》
- 2015年《乾明太魚頭》
- 2015年《Death Trap》
- 2015年《The Power》
- 2015年、2017年、2019年《最後一排的少年》
- 2016年《冬天的故事》
- 2016年《女兒們的戀人》
- 2016年《母親》
- 2016年《山腰》
- 2016年《錯誤的喜劇》
- 2017年《1945》
- 2017年《祭饗日》
- 2017年《一報還一報》
- 2018年《城》
- 2018年-2024年《看著廣闊天空中的彩虹，我的心也隨之舞動》
- 2018年《請憤怒吧》
- 2020年《King's Speech》
- 2024年《哈姆雷特》

### 音樂劇
- 1995年、1997年-1998年《地下鐵一號線》
- 1995年、1997年《狗屎》
- 1997年《Mosquito》
- 2000年《三文錢的歌劇》
- 2000年《吉屋出租》
- 2001年-2002年《叭叭樂》
- 2011年-2013年《媽媽咪呀！》

## 提名及獲獎
| 年份 | 頒獎典禮             | 獎項       | 作品                   | 結果 |
| 2007 | 第44屆東亞演劇獎     | 新人演技獎 | 《審判》               | 獲獎 |
| 2007 | 第19屆居昌國際演劇節 | 男子演技獎 | 《連合適的對策都沒有》 | 獲獎 |

## 外部連結
- 朴胤熙在NAVER上的资料
- 朴胤熙在Daum上的资料
- 朴胤熙在韩国电影数据库（KMDb）上的資料（韓語）
- 朴胤熙在互联网电影资料库（IMDb）上的資料（英文）
- 朴胤熙在HanCinema的頁面（英文）（英文）